# Погром у Кременці (1941)
Єврейський погром у Кременці стався на початку липня 1941 року.
У перші тижні окупації, влітку 1941 року, нацисти в багатьох містах Західної України відкрили тюрми НКВС і показали всім злочини сталінського режиму, та оголосили, що провину за ці злочини несуть євреї.
Погром у Кременці був спровокований німецькою окупаційною владою, яка вміло використала факт масового винищення місцевого населення військами НКВС у Кременецькій в’язниці, яке супроводжувалося звірствами та тортурами. Значну частину слідчих та комісарів становили представники єврейської національності. Участь деякої частини польських євреїв у комуністичному русі Польщі та співпраця з радянським комуністичним режимом підсилила серед місцевих мешканців окупованої радянцями Польщі існуючий антисемітський стереотип «жидокомуни», який викликав погромні настрої серед місцевого населення.
З відкриттям подвір’я в’язниці на вулицях, прилеглих до неї, розпочалися погроми. Козловські Дар’я Іванівна згадує кременчанку Наталку, яка била євреїв ланцюгом з гирею. Дмитрук Борис (12 років) забив єврейку, яка ходила до сторожа єврейського кладовища Мордка, цеглою в голову. Але більшість до євреїв ставилася із жалем. Лариса Томчук-Медведчук (село Підлісці): «Коли в 1941 році прийшли німці, то зразу ж відкрили в Кременці в’язницю, причому вигнали євреїв та примусили їх розкопувати свіжі ями, куди повкидали енкаведисти помордованих людей. Я там бачила замасковані трупи. Один такий труп лежав лицем вниз, від шиї було відрізано пас шкіри шириною більше 10 сантиметрів до самого попереку. У другого був протягнутий дріт з одного вуха
в друге. Сестра моя бачила жінку з відрізаними грудьми, повириваними язиком та губами. У ямі серед євреїв, які розбирали трупи, я побачила однокласницю Естер і зрозуміла, що її чекає смерть. На в’язничному подвір’ї стояв крик і стогін, багато пізнавали своїх рідних та близьких»
Рауль Гільберг погром у Кременці описав так:

| У Кременці, 100-150 українців були вбиті совєтами. Коли деякі з ексгумованих тіл були знайдені без шкіри, ходили чутки, що українці були кинуті у чани, повні киплячої води. Українське населення відповіло, захопивши 130 євреїв, і били їх до смерті палицями. |